# Metropolia Seattle
Metropolia Seattle – metropolia Kościoła rzymskokatolickiego obejmująca całe terytorium stanu Waszyngton w Stanach Zjednoczonych.
Katedrą metropolitarną jest katedra św. Jakuba Większego w Seattle.

## Podział administracyjny
Metropolia jest częścią regionu XII (AK, ID, MT, OR, WA)
- Archidiecezja Seattle
- Diecezja Spokane
- Diecezja Yakima

## Metropolici
- Thomas Arthur Connolly (1951–1975)
- Raymond Hunthausen (1975–1991)
- Thomas Murphy (1991– 1997)
- Alexander Brunett (1997–2010)
- Peter Sartain (2010–2019)
- Paul Etienne (od 2019)